# Largo Magnanapoli
Largo Magnanapoli è un luogo di Roma, sul colle Quirinale.

## Etimologia
L'etimologia è discussa. Sono state formulate tre ipotesi, secondo cui il toponimo potrebbe derivare rispettivamente:
- da balnea Pauli ("terme di Paolo"), in quanto nel medioevo i vicini mercati di Traiano erano creduti resti di terme romane volute da papa Paolo I);
- da magnus Neapolitani regni connestabilis ("gran conestabile del Regno di Napoli"), una carica detenuta sul finire del medioevo da membri della famiglia Colonna, che in quest'area possedevano varie casetorri;
- da bannum nea polis ("fortezza della città nuova"), una cittadella militare bizantina risalente al VI secolo, che confermerebbe anche il termine con cui nel medioevo la zona era denominata, ossia “contrada militarium”.[1]

Il nome medievale di questa ben determinata area della città oggi è ricordato dall'odonomastica, con "largo Magnanapoli" e "via Magnanapoli".

## Descrizione
L'attuale largo Magnanapoli ospita al suo centro un'aiuola alberata, che accoglie pochi resti delle Mura serviane (probabilmente appartenenti alla Porta Sanqualis).
Nel largo confluiscono quattro strade: qui termina via Nazionale; in origine, era parte della stessa strada anche il tratto oltre lo slargo, che però dopo il 1918 fu rinominato via IV Novembre. Le altre due strade sono via XXIV Maggio (che conduce alla vicina piazza del Quirinale) e via Panisperna (che si inoltra nel R. I  Monti).
Vi si affacciano inoltre Villa Aldobrandini e la chiesa di Santa Caterina a Magnanapoli; nelle immediate vicinanze si trovano anche i mercati di Traiano (proseguendo lungo via IV Novembre) e la chiesa dei Santi Domenico e Sisto con la Pontificia università "San Tommaso d'Aquino" (in largo Angelicum, presso via Panisperna).